# Хосров Андзеваци
Хосров Андзеваци (арм. Խոսրով Անձևացի), также Хосров Великий (арм. Խոսրով Մեծն) — армянский богослов, писатель, церковный деятель X века. Отец Григора Нарекаци.

## Биография
Происходил из дворянской семьи. После смерти жены стал священником, и отправил своих сыновей Ованеса и Григора учиться в монастыре Нарекаванк (третий сын Саак продолжил вести светскую жизнь). Был рукоположен в епископы гавара Андзевацик католикосом Ананией Мокаци. Последний очень лестно отзывался о нём, называл "мужом скромным и мудрым". Андзеваци получил известность благодаря своим трудам «Комментарии к Божественней службе» и «Комментарии к Требнику». Заказал своему сыну Ованесу написать толкование на «Книгу молитв». Писал также шараканы, разные наставления и проповеди. Позже был уличен в симпатии к тондракийцам, обвинен в ереси и предан анафеме Ананией Мокаци.

## Творчество
- «Комментарии к Божественней службе» (арм. «Մեկնութիւն աղօթից պատարագին») — интерпретация литургии Армянской церкви. Издан в 1730 году в Константинополе[2][7], в 1869 году в Венеции[8]. Переведен на латынь и издан в 1880 году[9]. В 1991 году был издан английский перевод[10]. Григор Нарекаци, в своем толкавании «Комментариев к Божественней службе» пишет: "Милостью Божьей этот труд был закончен епископом Хосровом Андзеваци, самым послушным служителем Господа нашего. Не следовало мне хвалить его, ибо он мой телесный отец, но я не достоин называться его сыном или даже слугой."
- «Комментарии к Требнику» (арм. «Մեկնութիւն ժամակարգութեան») — толкование армянских молитв, благословений, проповедей. Автор обясняет  смысл некоторых обрядов. Издан в 1840 году в Константинополе[11].